# Senobasis bromleyana
Senobasis bromleyana är en tvåvingeart som först beskrevs av Carrera 1949.  Senobasis bromleyana ingår i släktet Senobasis och familjen rovflugor. Inga underarter finns listade i Catalogue of Life.